# Raymond Soubie
Pour les articles homonymes, voir Soubie.
Raymond Soubie, né le 23 octobre 1940 à Talence (Gironde), est un expert en gestion des ressources humaines et des politiques sociales. Il est membre du Conseil économique, social et environnemental de 2010 à 2015, après avoir été conseiller du président de la République, Nicolas Sarkozy, de 2007 à 2010. Précédemment il était PDG du cabinet de conseil en ressources humaines Altedia et président du Conseil d'orientation pour l'emploi (COE). Il est, avec son épouse Danielle Deruy, actionnaire majoritaire de l'agence d'informations AEF.

## Biographie

### Jeunesse et études
Raymond Soubie est un ancien élève de Sciences Po Bordeaux (promotion 1960).
Il est ensuite admis à l'École nationale d'administration (promotion Blaise-Pascal, 1962-1964)

### Parcours professionnel
Il est entré au cabinet du ministre du Travail Joseph Fontanet en 1969 et a suivi cette personnalité démocrate chrétienne au ministère de l'Éducation nationale. Puis il a été conseiller social de Jacques Chirac à Matignon entre 1974 et 1976 et de Raymond Barre, lorsqu'ils étaient Premier ministre.
Quand la gauche est arrivée au pouvoir, en 1981, Raymond Soubie a pris la direction du groupe de presse Liaisons, spécialisé dans le social, de 1982 à 1991. Il reste pendant cette période proche de Jacques Chirac et il influe particulièrement sur la décision de ne pas abandonner le projet de construction de l'Opéra Bastille au printemps 1986. Candidat malheureux à la direction du quotidien Le Monde en 1990, Raymond Soubie a fondé en 1992 le cabinet de conseil en ressources humaines Altedia. Coté en Bourse de juin 2000 à 2005, ce cabinet conseille les entreprises, (dont plus de 80 % du CAC 40), pour les restructurations, la gestion des carrières et la communication. Il a été racheté par Adecco en 2005.
Tout en dirigeant son groupe – 725 employés, 100 millions d'euros de chiffres d'affaires –, Raymond Soubie est resté proche des sphères du pouvoir. Ainsi, en avril 1993, il a été nommé à la Commission nationale d'évaluation de la situation sociale, économique et financière mise en place par le Premier ministre Édouard Balladur et, de 1994 à 2000, a été membre du Conseil supérieur de l'emploi, des revenus et des coûts (Cerc). Proche de François Fillon, il a conseillé le gouvernement de Jean-Pierre Raffarin sur la réforme des retraites. En 2010, il organise la mise en place de la réforme des retraites après celle des régimes spéciaux en 2007,. 
Le 22 novembre 2010, il quitte son poste de conseiller social de Nicolas Sarkozy et Jean Castex le remplace. En 2013, il préside la société de Conseil en Ressources Humaines Alixio, aux côtés de Patrick Puy.
Passionné de musique lyrique, Raymond Soubie a été président de l'Opéra de Paris de 1987 à 1989, et préside le théâtre des Champs-Élysées depuis le début des années 1980.

## Décoration
- Grand officier de la Légion d'honneur Il est élevé à la dignité de Grand officier le 22 avril 2011. Il était commandeur depuis le 5 mai 2006[10].